# Xilanasa
La xilanasa (más específicamente, endo-1,4-β-xilanasa, EC 3.2.1.8) es cualquier clase de enzima que degrada el polisacárido lineal xilano en xilosa, rompiendo así la hemicelulosa, uno de los componentes principales de las paredes celulares de las plantas.

## Rol en el organismo
Desempeña un papel importante en los microorganismos que prosperan en plantas y que degradan la materia vegetal en nutrientes utilizables. Las xilanasas son producidas por hongos, bacterias, levaduras, algas marinas, protozoos, caracoles, crustáceos, insectos, semillas, etc., mientras que los mamíferos no producen xilanasas. La principal fuente comercial de xilanasas son los hongos filamentosos.

## Aplicaciones comerciales

### Papel
La xilanasa se emplea en la industria de la pulpa y el papel como un método ambientalmente seguro para el blanqueo sin cloro de la pulpa de madera antes del proceso de fabricación del papel.

### Nutrición
También se utilizan como aditivos alimentarios para aves de corral; en harina de trigo para mejorar el manejo de la masa y la calidad de los productos horneados; para la extracción de café, aceites vegetales y almidón; en la mejora de las propiedades nutricionales del ensilaje agrícola (compostaje fermentativo); en acondicionadores de masa, gracias a su capacidad para mejorar la capacidad de trabajo y la absorción de agua de la masa; y la alimentación de cereales. Además, en combinación con pectinasa y celulasa se utiliza para la clarificación de los jugos de frutas y el desgomado de las fuentes de fibra vegetal como el lino, el cáñamo, el yute y el ramio. 
Existe una buena cantidad de bibliografía científica sobre las características clave de las enzimas xilanasa en la biotecnología, desde su selección en fuentes microbianas hasta métodos de producción, caracterización, purificación y aplicaciones en el sector comercial.

### Energía
Se han llevado a cabo ensayos para la producción de biocombustible a partir de material vegetal.